# Genevieve Nnaji

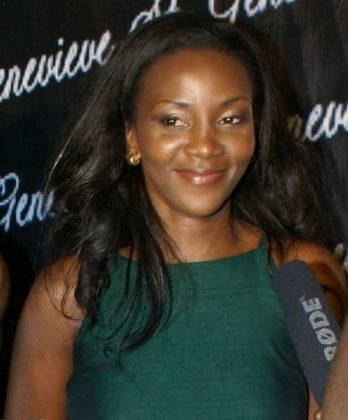
Genevieve Nnaji, 2008

Genevieve Nnaji (* 3. Mai 1979 in Mbaise, Imo) ist eine der erfolgreichsten, populärsten und höchstbezahlten nigerianischen Schauspielerinnen.

## Biografie
Genevieve Nnaji wuchs in Lagos, der Handelshauptstadt von Nigeria, als viertes von insgesamt acht Kindern auf. Ihr Vater arbeitete als Ingenieur, ihre Mutter als Lehrerin. Sie besuchte das Methodist Girls College, Yaba in Lagos, danach studierte sie an der Universität von Lagos. Während ihrer Studienzeit begann sie sich für Schauspieljobs bei Nollywood zu bewerben.

## Karriere
Nnaji begann ihre Schauspielkarriere schon als Kind im Alter von acht Jahren in der erfolgreichen nigerianischen Fernsehserie „Ripples“. Sie trat in zahlreichen nigerianischen TV-Werbespots (Pronto Beverage, Omo Detergent etc.) auf. 2004 unterzeichnete sie einen lukrativen Werbevertrag und wurde Das Gesicht von Lux, einer weltweit bekannten Seife.
1998, im Alter von 19 Jahren, spielte sie in ihrem ersten großen Film „Most Wanted“. Danach spielte Nnaji in weiteren kleineren Rollen in den Filmen der nigerianischen Nollywood-Filmindustrie. In ihren darauffolgenden Filmen, in denen Nnaji die Hauptrolle spielte („Last Party“, „Mark of the Beast“ und „Ijele“), etablierte sie sich als Filmgröße innerhalb Nollywoods. Ihr Name wurde in Nigeria allgemein bekannt, und das Image, das sie ausstrahlte, von zahlreichen jungen nigerianischen Frauen bewundert.
2002 trat Nnaji in dem Film „Sharon Stone“ auf. Dieser Film war außerordentlich erfolgreich und wurde auch außerhalb der nigerianischen Grenzen auf dem afrikanischen Kontinent wie auch in einigen europäischen Ländern bekannt. Nnaji ist in über 80 Nollywood Filmen aufgetreten.
Nnajis Talent und Engagement brachten ihr zahlreiche Filmpreise, Nominierungen und Auszeichnungen ein. 2001 wurde sie beim City People Award als Beste Darstellerin ausgezeichnet. 2005 gewann sie den renommierten African Movie Academy Award (AMAA) als Beste Darstellerin.
2018 hat Netflix ihren Film Lionheart, in dem sie die Hauptrolle spielt und die Regie geführt hat, gekauft und ist somit der erste Original-Film von Netflix vom afrikanischen Kontinent.

## Filmografie (Auswahl)
- 1998: Most Wanted
- 1999: Camouflage
- 2001: Love Boat
- 2001: Death Warrant
- 2002: Valentino
- 2002: Sharon Stone
- 2002: Runs!
- 2002: Power of Love
- 2002: Formidable Force
- 2002: Battle Line
- 2003: Above Death: In God We Trust
- 2003: Blood Sister
- 2003: Break Up
- 2003: Butterfly
- 2003: By His Grace
- 2003: Church Business
- 2003: Deadly Mistake
- 2003: Emergency Wedding
- 2003: Emotional Tears
- 2003: For Better for Worse
- 2003: Honey
- 2003: Jealous Lovers
- 2003: Keeping Faith: Is That Love?
- 2003: Last Weekend
- 2003: Late Marriage
- 2003: Love
- 2003: My only Love
- 2003: Not Man Enough
- 2003: Passion & Pain
- 2003: Passions
- 2003: Player: Mr. Lover Man
- 2003: Private Sin
- 2003: Sharon Stone in Abuja
- 2003: Super Love
- 2003: The Chosen One
- 2003: Women Affair
- 2004: Bumper to Bumper
- 2004: Critical Decision
- 2004: Dangerous Sister
- 2004: Goodbye New York
- 2004: He Lives in Me
- 2004: Into Temptation
- 2004: My First Love
- 2004: Never Die for Love
- 2004: Promise Me Forever
- 2004: Stand by Me
- 2004: Treasure
- 2004: Unbreakable
- 2004: We Are One
- 2005: Darkest Night
- 2005: Games Women Play
- 2005: Rip-Off
- 2006: Girls Cot
- 2006: 30 Days
- 2007: Letters to a Stranger
- 2007: Warrior’s Heart
- 2008: Beautiful Soul
- 2008: Broken Tears
- 2008: My Idol
- 2008: River of Tears
- 2009: Silent Scandals
- 2009: Felicima
- 2010: Bursting Out
- 2010: Tango with Me
- 2010: Ijé: The Journey
- 2011: Sacred Lies
- 2011: The Mirror Boy
- 2012: Weekend Getaway
- 2013: Half of a Yellow Sun
- 2013: Doctor Bello
- 2014: The truth with Olisa
- 2015: Road to Yesterday
- 2018: Lionheart

## Filmpreise und Auszeichnungen (Auswahl)
- 2001: City People Awards als Beste Darstellerin
- 2005: African Movie Academy Award (AMAA) als Beste Darstellerin